# Dytto
Dytto（ディトー、1998年4月27日 - ）はアメリカ合衆国のダンサー。主にポップやアニメーション、タットやディジッツを得意とする。 
ルックスの良さから「リアルバービー人形」と称されている。

## 人物
1998年４月27日にアメリカのフロリダ州マイアミで生まれ、ジョージア州アトランタで育つ。 兄弟は兄がいる。
小さい頃は体操やチアリーダーをやっており、学校の成績も優秀だった。2歳でダンスに関わり始め、 ヒップホップ、タップ、コンテンポラリー、 ブレイク、ポップ、タットなど様々なジャンルのダンスを 習ってきた。
アトランタへ引っ越してからダンスに情熱を注ぐようになっていく。 現在のダンススタイルは主にポップやアニメーションだが、タットやディジッツも得意としている。 
2015年のWORLD OF DANCEにPoppinJohn、Nonstopらと出場し、一躍有名となる。 踊るバービー人形と形容されるその美貌から、世界中に沢山のファンを持ち、現在では振り付けや モデルの仕事でも活躍している。 
現在はカリフォルニア州ロサンゼルス在住。

## 出演
- CM「 [[Android>Android]]」、「H&M」、「Koovs」
- MV「 JiKay & MNKN」、「Bobby Puma」